# Telma Hopkins
Telma Louise Hopkins (Louisville (Kentucky), 28 oktober 1948) is een Amerikaanse zangeres en actrice.

## Biografie
Hopkins begon haar carrière als achtergrondzangeres in Detroit, zij zong met onder andere Four Tops en Marvin Gaye. In 1971 werd Hopkins gevraagd om deel te nemen met de band Tony Orlando and Dawn.
Hopkins begon in 1979 met acteren in de miniserie Roots: The Next Generations, hierna heeft zij nog meerdere rollen gespeeld in televisieseries en films zoals Bosom Buddies (1980-1982), Gimme a Break! (1983-1987), Family Matters (1989-1997) en Half & Half (2002-2006). Voor haar rol in de televisieserie Half & Half werd zij vier keer genomineerd voor een Image Awards in de categorie Uitstekende Actrice in een Bijrol in een Comedyserie (2004, 2005, 2006 en 2007).

## Filmografie

### Films
- 2021 The Matrix Resurrections - als Freya
- 2021 Blending Christmas - als Nicole
- 2019 Christmas Hotel - als Alice
- 2019 Always a Bridesmaid - als Ruby
- 2018 Running Out Of Time - als Dolly
- 2015 Welcome to the Family - als Deborah
- 2015 Mysterious Ways - als Irma
- 2012 JD Lawrence's the Clean Up Woman – als Gale
- 2010 The Clean Up Woman – als Gale
- 2008 The Love Guru – als Lilian Roanoke
- 2001 Down to Earth – als vrouw in publiek
- 1999 The Wood – als moeder van Slim
- 1994 Count on Me – als Beverly English
- 1992 Trancers III – als commandant Raines
- 1991 Trancers II – als commandant Raines
- 1990 How to Murder a Millionaire – als Teresa
- 1990 Vital Signs – als Dr. Kennan
- 1988 Pulse Pounders – als Raines
- 1985 Trancers – als Raines
- 1982 The Kid with the Broken Halo – als Gail Desautel
- 1979 Marie – als K.C. Jones

### Televisieseries
Uitgezonderd eenmalige gastrollen.
- 2019-2022 Dead to Me - als Yolanda - 6 afl.
- 2019-2022 Family Reunion - als Maybelle - 11 afl.
- 2019-2022 The Casagrandes - als Maybelle - 25 afl.
- 2021-2022 Rugrats - als Celeste (stem) - 2 afl.
- 2021 The Young and the Restless - als Denise Tolliver - 6 afl.
- 2019 The Loud House - als Maybelle (stem) - 2 afl.
- 2012-2014 Lab Rats – als oma Rose – 3 afl.
- 2014 Partners - als Ruth Jackson - 10 afl.
- 2010-2012 Are We There Yet? – als Marilyn Persons – 29 afl.
- 2002-2006 Half & Half – als Phyllis Thorne – 91 afl.
- 2000-2001 Any Day Now –als rechter Wilma Evers – 4 afl.
- 1999-2001 The Hughleys – als Paulette Williams – 5 afl.
- 1989-1997 Family Matters – als Rachel Crawford – 93 afl.
- 1993-1994 Getting By – als Dolores Dixon – 31 afl.
- 1983-1987 Gimme a Break! – als Addy Wilson – 68 afl.
- 1982-1983 The New Odd Couple – als Frances – 2 afl.
- 1980-1982 Bosom Buddies – als Isabelle Hammond – 37 afl.

- Biblioteca Nacional de España: XX4940237
- Gemeinsame Normdatei: 1242748792
- International Standard Name Identifier: 0000 0003 8239 5183
- Library of Congress Control Number: n2012048668
- MusicBrainz: 24b0a4d5-6fd8-42da-b5a8-645bcc2ce2cb
- Virtual International Authority File: 264814745
- WorldCat: E39PBJxt4mvmcBD7bBG3hVfcyd